# استان یاروویلکا
استان یاروویلکا (به اسپانیایی: Provincia de Yarowilca) یک استان در پرو است که در منطقه اوئانوکو واقع شده‌است. استان یاروویلکا ۷۵۹٫۷۱ کیلومتر مربع مساحت و ۳۸٬۸۱۳ نفر جمعیت دارد.